# Таубе, Евгений Александрович
Евге́ний Алекса́ндрович фон Та́убе (1872 — после 1929) — российский и советский учёный-металлург, организатор производства. Директор Надеждинского металлургического завода в 1907—1917 годах, профессор Московской горной академии.

## Биография
Евгений Александрович фон Таубе родился в 1872 году в Витебске. Барон, принадлежал в ветви потомков военного инженера Фердинанда Гидеона Михаила фон Таубе (Фердинанда Иогановича, Фёдора Ивановича).
В 1895 году закончил петербургский Горный институт. В 1897 состоял в распоряжении учредителей горнопромышленного общества «Ладога», работал инженером на Видлицком чугунолитейном заводе. Последующие 10 лет был начальником доменного цеха Донецко-Юрьевского металлургического общества. В 1907 году барон Таубе откомандирован в распоряжение администрации по делам Богословского горнозаводского общества и, как имеющий богатый производственный опыт, получил предложение принять должность директора одного из крупнейших уральских металлургических предприятий — Надеждинского сталерельсового завода.
Руководил заводом десять лет — до 1917 года. Сыграл огромную роль в развитии не только завода, но и нынешнего Серова в целом, входил в состав Общественного собрания Надеждинска. За годы его правления наш завод претерпел колоссальные изменения, появились новые цеха, военное производство. В частности, именно при нём в 1915 году завод был в приказном порядке привлечён к работе на военное производство. На заводе начали строить снарядный цех, в котором, согласно контракту, подписанному 27 октября 1915 года Главным артиллерийским управлением и председателем правления Богословского горного округа статским советником А. А. Половцовым, обязались изготовить за 11 месяцев 100 тысяч штук стальных фугасных бомб к 6-дюймовым гаубицам и 150 тысяч штук линейных фугасных бомб к 48-ми линейным гаубицам.
Для воплощения этого проекта принимается решение о переводе всей структуры администрации Богословского горного округа в Надеждинск (ныне город Серов). В город переезжают жить и работать управляющий округом, руководители всех отделов, инженеры и специалисты военного дела не только с уральских заводов, но и из Питера, особенно с Балтийского судостроительного завода. За два месяца 1915 года (с октября по декабрь) для них срочно был построен небольшой посёлок. Уже в конце 1916 г. на Надеждинском заводе была дополнительно построена 50-тонная мартеновская печь с мощностью выхода снарядной стали до 1 млн пудов в год, начато строительство крупной мастерской по прокатке колючей проволоки. Именно созданные в Первую мировую войну снарядные мастерские послужили в дальнейшем основой для рождения Серовского механического завода.
Именно с конца 1915 года, после переезда администрации БГО, Надеждинск приобрёл функции «столицы северного Урала» и стал центром округа, началось бурное развитие города. За добросовестный труд и заслуги в годы Первой мировой войны 300 надеждинцев (рабочих, инженеров, а также директор завода) были награждены орденом Святого Станислава 2-й и 3-й степеней и медалью Святой Анны.
В 1917 году, после Февральской революции, созданный в Надеждинске Комитет общественной безопасности, контролируемый социал-демократами, выдвинул требование: «директору барону Таубе оставить Надеждинский завод в течение трёх дней». Е. А. Таубе переезжает в Петербург, позже в Москву. Работал инженером научно-технического управления Высшего Совета Народного Хозяйства, заместителем начальника технического отдела «Главугля», членом правления «Уралмета», консультантом Госплана.
С 1924 года вёл преподавательскую работу, был профессором металлургического факультета Московской горной академии. Проживал по адресу: ул. Большая Молчановка, д. 32, кв. 2.
9 мая 1929 года заместитель председателя Главчермета СССР Е. А. Таубе был арестован по так называемому «Надеждинскому делу». Дело было возбуждено из-за срыва выполнения планов первой пятилетки, происходивших на заводе аварий, поломок оборудования. Задержанным 16-ти специалистам, проходившим по делу, в ходе дознания были предъявлены обвинения во вредительстве и контрреволюционной деятельности (умышленное затопление рудников, разрушение и вывод из строя заводов, поджоги цехов и так далее). Большая часть подследственных (в том числе и Е. Таубе) признали свою вину. 30 июля 1929 года Коллегия Тагильского окружного отдела ОГПУ вынесла приговор всем участникам «Надеждинского дела». Бывший директор Надеждинского завода Е. А. Таубе был осуждён на 10 лет исправительно-трудовых лагерей. Дальнейшая судьба неизвестна.
Евгений Александрович Таубе реабилитирован 14.05.91 года Указом Президиума Верховного Совета СССР.